# Cannara
Cannara es una localidad italiana de la provincia de Perugia, región de Umbría, con 4.260 habitantes.

## Galería

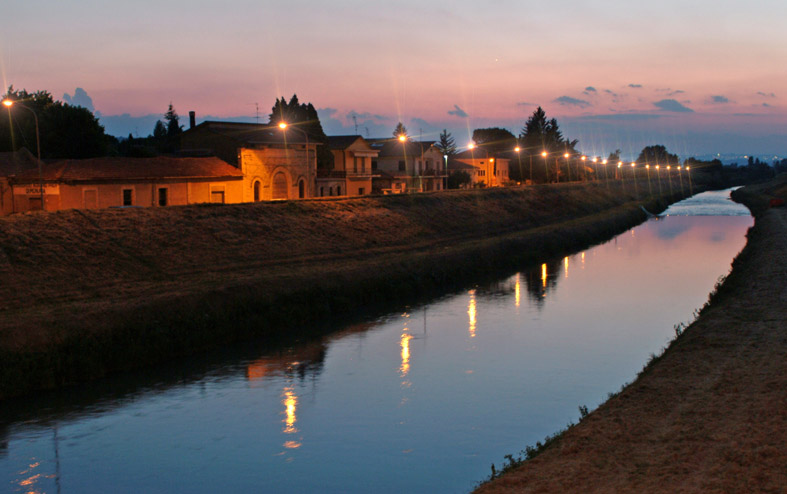
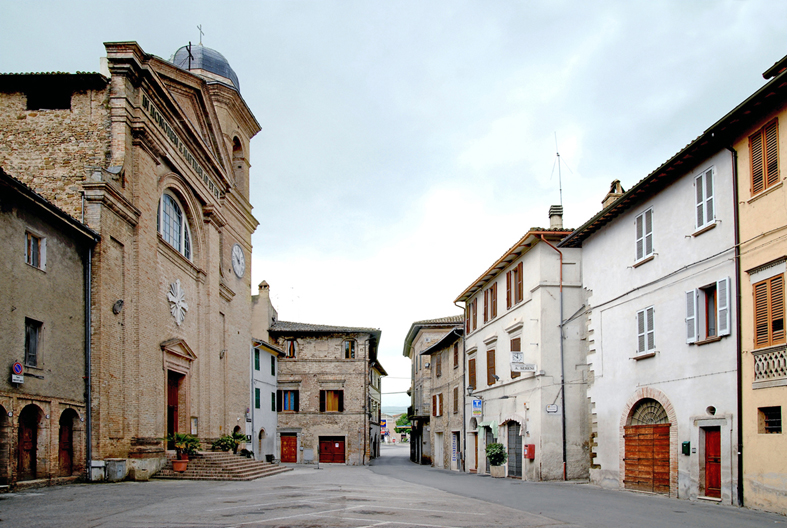
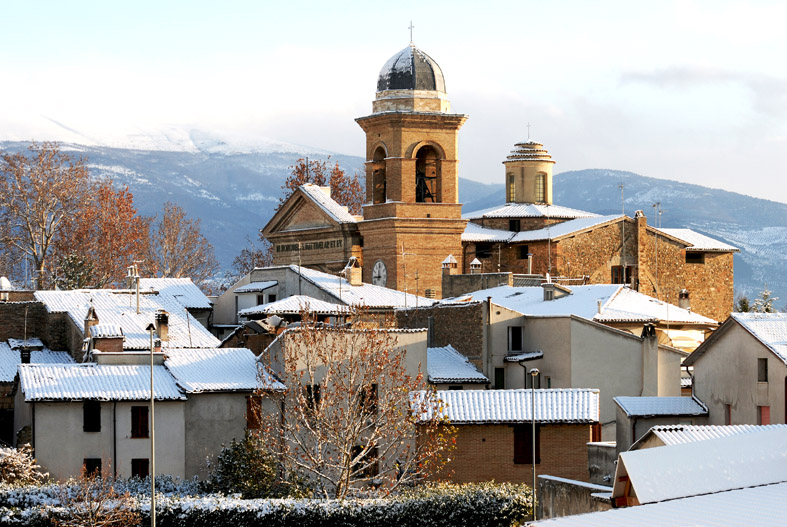

## Evolución demográfica
| Gráfica de evolución demográfica de Cannara entre 1861 y 2001 |
|                                                               |
| Fuente ISTAT - Elaboración gráfica por parte de Wikipedia     |

## Ciudades hermanadas
- Montalto Dora